# Vert (Lot)
Der Vert ist ein Fluss in Frankreich, der im Département Lot in der Region Okzitanien verläuft. Er entspringt im Gemeindegebiet von Ussel, entwässert generell Richtung Südwest und mündet nach rund 29 Kilometern am östlichen Ortsrand von Castelfranc als rechter Nebenfluss in den Lot.

## Orte am Fluss
- Gigouzac
- Saint-Denis-Catus
- Catus
- Saint-Médard
- Labastide-du-Vert
- Castelfranc